# Ulkus rožnice
Ulkus rožnice ili ulcerativni keratitis je upalno ili još ozbiljnije zarazno stanje rožnice koje uključuje poremećaj epitelnog sloja sa zahvaćanjem rožničke strome. To je često stanje posebice u ljudi koji žive u tropima i poljoprivrednim zajednicama. U zemljama u razvoju djeca pogođena manjkom vitamina A imaju visok rizik razvoja ulkusa rožnice te mogu do kraja života ostati slijepi na oba oka.

## Anatomija ljudske rožnice
Rožnica je prozirna struktura i dio je vanjske očne ovojnice. Reflektira svjetlo i štiti sadržaj očne jabučice. Debljina rožnice varira između 450 i 610 mikrometara i prosječno je 550μm debela u Azijata. U indijanske rase prosječna debljina je nešto manja od 510μm. Trigeminalni živac opskrbljuje rožnicu preko dugih cilijarnih živaca. U vanjskom sloju su prisutni receptori za bol, dok su receptori za tlak smješteni dublje.  Prozirnost je ostvarena preko nedostatka krvnih žila, pigmentacije, keratina, i kroz uski organizirani sloj kolagenskih vlakana. Kolagena vlakna premošćuju cijeli promjer rožnice u strogo paralelnim linijama i omogućuju prolazak 99% svjetlosti bez raspršivanja.    Postoji pet slojeva ljudske rožnice, izvana prema unutra:
- Epitel
- Bowmanova membrana
- Stroma
- Descemetova membrana
- Endotel

Vanjski sloj je epitel koji je 25 do 40 μm i pet do sedam slojeva stanica debljine. Epitel pridržava suzni film na mjestu, priječi ulazak vode u rožnicu i dezorganizaciju kolagenih vlakana.Upravo zato je spriječen edem rožnice, te je zbog toga zamućenog izgleda. Također je zapreka infektivnim uzročnicima. Epitel se pridržava za bazalnu membranu koja djeli epitel od strome. Stroma sačinjava 90% debljine rožnice. Sadržava i kolagena vlakna organizirana u lamele. Lamele su slojevito poslagane te se lako odvajaju. Ispod strome je Descemetova membrana, a ona je bazalna membrana endotela rožnice. Endotel sačinjava jedan sloj stanica koji odvaja rožnicu od sobne vodice.

## Cijeljenje rožnice
Ulkus rožnice cijeli dvijema metodama: migracijom okolnih epitelnih stanica praćenih mitozom (djeljenjem) i sudjelovanjem krvnih žila konjuktive. Prvom metodom brzo cijele površinski mali ulkusi. Međutim veći i deblji ulkusi često zahtijevaju staničnu upalnu reakciju preko krvnih žila. Leukociti i fibroblasti proizvode granulacijko tkivo, vrše ožiljkavanje te potiču cijeljenje rožnice. Ulkus zacijeli za četiri dana.
Površinski i duboki ulkusi rožnice Ulkusi rožnice su česta očna bolest. Uzrokovani su traumom, posebice ozljedama u poljodjelstvu ili u vrtu,  kemijskim ozljedama, kontaktnim lećama i infekcijama. Ulkus rožnice također mogu uzrokovati i druge bolesti oka kao što je entropij, uvrtanje trepavica, distrofija rožnice I keratokonjuktivitis sicca (suho oko).  Mnogi mikro-organizmi mogu uzrokovati infektivni ulkus rožnice. Među ostalom bakterije, gljive, virusi, protozoe i klamidija. Bakterijski keratitis uzrokuju Staphylococcus aureus, Streptococcus viridans, Escherichia coli, Enterococci, Pseudomonas, Nocardia i mnoge druge bakterije.
Gljivični keratitis dovodi do dubokog i ozbiljnog ulkusa rožnice. Uzrokovan je Aspergillus sp.,Fusarium sp., Candida sp., I također Rhizopus, Mucor te ostalim gljivicama. Karakteriziran je polaganim početkom i stupnjevitom progresijom, gdje su promjene izraženije nego simptomi. Redoviti nalaz gljivičnog keratitisa su male satelitske lezije oko ulkusa, a često se može naći i hipopion.
Virusni keratitis dovodi do ulkusa rožnice. Najčesće je uzrokovan Herpes simplexom, Herpes zosterom i adenovirusima. Također može biti uzrokovan Korona virusima i mnogima drugima. Herpes virus uzrokuje dendritičke lezije s remisijama i relapsima koje mogu potrajati cijeloga života. Infekcije protozoama poput keratitisa uzrokovanog Acanthamoebom karakteriziran je teškim bolovima i dovodi se u vezu s korištenjem kontaktnih leća u bazenima. Chlamydia trachomatis također doprinosi razvoju ulkusa rožnice.
Površinski ulkusi uključuju gubitak dijela epitela. Duboki ulkusi se šire kroz stromu i mogu dovesti do ozbiljnog ožiljkavanja i perforacije rožnice. Descemetokele se pojavljuju širenjem ulkusa kroz stromu. Ova vrsta ulkusa je posebno opasna i može brzo dovesti do perforacije rožnice ako nije na vrijeme liječena.
Lokalizacija ulkusa ponekad ovisi o uzroku. Centralni ulkusi su tipično uzrokovani traumom, suhim okom, paralizom nervusa facijalisa i egzoftalmusom. Entropij, suho oko i uvrtanje trepavica mogu uzrokovati ulceraciju periferne rožnice. Imunološki posredovane bolesti oka mogu dovesti do razvoja ulkusa na granici između rožnice i bjeloočnice. Tu spadaju reumatoidni artritis, rosacea i sistemna skleroza koje uzrokuju poseban oblik ulkusa Moorenov ulkus.  To je cirkumferentni krater koji dovodi do udubljenja unutar limbusa rožnice s ispupčenim rubom.